# Ljubomir Kalcsev
Ljubomir Kalcsev (bolgárul: Любомир Калчев; Szófia, 2003. szeptember 17. –) bolgár rövidpályás gyorskorcsolyázó, ifjúsági olimpikon.

## Élete
2020 elején – 16 évesen – tagja volt a Lausanne-ban rendezett téli ifjúsági olimpián szereplő bolgár csapatnak, és ahol a fiúk 1000 méteres távját a 21. helyen zárta, míg az 500 méteres viadal fináléját – időn kívül, utolsóként – a 29. helyen fejezte be.
Szarajevóban, a 2019. évi téli európai ifjúsági olimpiai fesztiválon, az ötödik helyezést sikerült megszereznie a fiúk 1000 méteres távján, s az esemény zárásaként rendezett ünnepségen büszkén vihette hazája zászlaját.
A kanadai Montréalban rendezett 2019-es junior világbajnokságon (január végén) 500, 1000 és 1500 méteren állt rajthoz, ahol a középmezőnyben (a 37., az 59., illetve a 39. helyen) végzett. Egy évvel később, az olaszországi Bormióban rendezett junior vb-n javított eredményén, 500 méteren a 31., 1000 méteren a 21., ugyanakkor 1500 méteren a 29. lett. Mindhárom versenyszámot egyéni csúccsal zárta.